# Strage di Canicattì (12 luglio 1943)
La strage nazista di Canicattì avvenne il 12 luglio 1943 e vide l'uccisione di sei civili a opera dei nazisti durante le fasi concitate che seguirono lo sbarco in Sicilia degli Alleati. Si trattò della prima strage nazista su suolo italiano.

## Storia

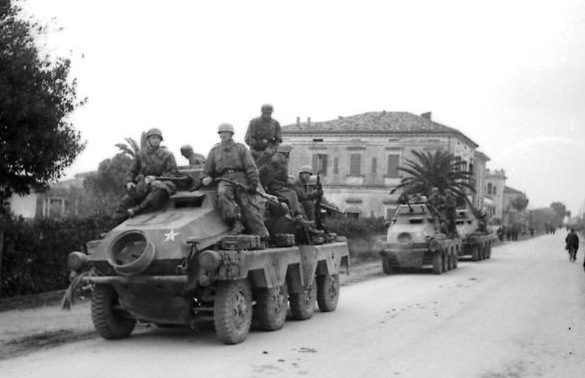
Autoblindi della 15. Panzergrenadier-Division, responsabile della strage nazista di Canicattì.

Il 12 luglio 1943, dato l'imminente arrivo via terra delle truppe americane, le divisioni tedesche di stanza a Canicattì cominciarono la ritirata. L'evento fu salutato con gioia dagli abitanti, che con l'arrivo degli americani speravano nella fine della guerra e delle privazioni. Intorno alle 16, alcuni abitanti che avevano trovato riparo presso un rifugio in via Capitano Ippolito furono visti esultare da un gruppo di soldati tedeschi; nonostante nessuno di loro fosse stato aggredito, i militari reagirono con violenza, aprendo il fuoco sulle persone disarmate. Vi furono sei vittime civili, uomini adulti di età compresa tra i 18 e i 66 anni:
1. Carmelo Di Bella, 39 anni, contadino;
2. Pietro Frangiamone, 66 anni, contadino;
3. Giuseppe Iacolini, 18 anni, bracciante;
4. Calogero Lauricella, 56 anni, bracciante;
5. Salvatore Lo Sardo, 19 anni, contadino;
6. Giuseppe Piccolo, 54 anni, bracciante.

La responsabilità della strage fu presumibilmente della 15ª divisione Panzergrenatier Sizilien, comandata da Eberhard Rodt, ma a causa dei grandi movimenti di quei giorni non è possibile stabilire con certezza quale reparto commise il crimine. 
Secondo l'Atlante delle stragi naziste e fasciste in Italia, si tratta della prima strage commessa in Italia dai nazisti di cui si ha notizia, se si eccettua l'uccisione dei coniugi Carmelo Lombardo e Carmela Sapuppo a Lentini, il 1º luglio 1943. Ciononostante, l'evento rimase nell'oblio per molti anni, probabilmente a causa della censura imposta sulla strage che gli Alleati commisero solo due giorni dopo. Si cominciò a parlarne nuovamente solo nel 1995, a seguito della pubblicazione delle memorie dell'ufficiale americano Norris H. Perkins, che scriveva: «[...] gli abitanti [di Canicattì] non erano nostri nemici. Infatti apprendemmo più tardi che a Canicattì, poiché un gruppo di civili avevano dimostrato la loro gioia nel sentire che gli americani stavano per arrivare, erano stati presi a fucilate dai nazisti».